# Ґазане (Мазендеран)
Ґазане (перс. گزانه) — село в Ірані, у дегестані Бала-Ларіджан, у бахші Ларіджан, шагрестані Амоль остану Мазендеран. За даними перепису 2006 року, його населення становило 119 осіб, що проживали у складі 43 сімей.

## Клімат
Середня річна температура становить 9,14°C, середня максимальна – 24,67°C, а середня мінімальна – -7,30°C. Середня річна кількість опадів – 216 мм.
| Клімат поселення                              | Клімат поселення | Клімат поселення | Клімат поселення | Клімат поселення | Клімат поселення | Клімат поселення | Клімат поселення | Клімат поселення | Клімат поселення | Клімат поселення | Клімат поселення | Клімат поселення | Клімат поселення |
| Показник                                      | Січ.             | Лют.             | Бер.             | Квіт.            | Трав.            | Черв.            | Лип.             | Серп.            | Вер.             | Жовт.            | Лист.            | Груд.            |                  |
| Середній максимум, °C                         | 2,43             | 3,33             | 6,21             | 12,67            | 17,88            | 22,28            | 24,67            | 24,49            | 21,18            | 15,90            | 10,01            | 4,83             |                  |
| Середня температура, °C                       | −2,42            | −1,54            | 1,36             | 7,82             | 13,02            | 17,41            | 20,17            | 19,97            | 16,70            | 11,40            | 5,51             | 0,32             |                  |
| Середній мінімум, °C                          | −7,3             | −6,41            | −3,51            | 2,95             | 8,15             | 12,55            | 15,67            | 15,49            | 12,20            | 6,89             | 1,01             | −4,17            |                  |
| Норма опадів, мм                              | 25               | 27               | 39               | 28               | 25               | 8                | 5                | 3                | 3                | 15               | 17               | 21               |                  |
| Середньомісячна швидкість вітру, м/с          | 1.54             | 2.25             | 2.88             | 3.02             | 2.62             | 2.19             | 2.16             | 2.08             | 1.96             | 2.10             | 1.86             | 1.51             |                  |
| Середньомісячна сонячна радіація, кДж/м²·день | 9206             | 11784            | 14494            | 17929            | 21473            | 25129            | 24818            | 22916            | 19527            | 14536            | 10880            | 8797             |                  |
| --------------------------------------------- | ---------------- | ---------------- | ---------------- | ---------------- | ---------------- | ---------------- | ---------------- | ---------------- | ---------------- | ---------------- | ---------------- | ---------------- | ---------------- |
| Джерело:                                      |                  |                  |                  |                  |                  |                  |                  |                  |                  |                  |                  |                  |                  |